# Janice (Slowakei)
Janice, ungarisch Jéne (bis 1948 slowakisch „Jeny“ oder „Jená“) ist eine Gemeinde in der südlichen Mittelslowakei mit 329 Einwohnern (Stand 31. Dezember 2024), die im Okres Rimavská Sobota, einem Kreis des Banskobystrický kraj, liegt und zur traditionellen Landschaft Gemer gehört.

## Geographie

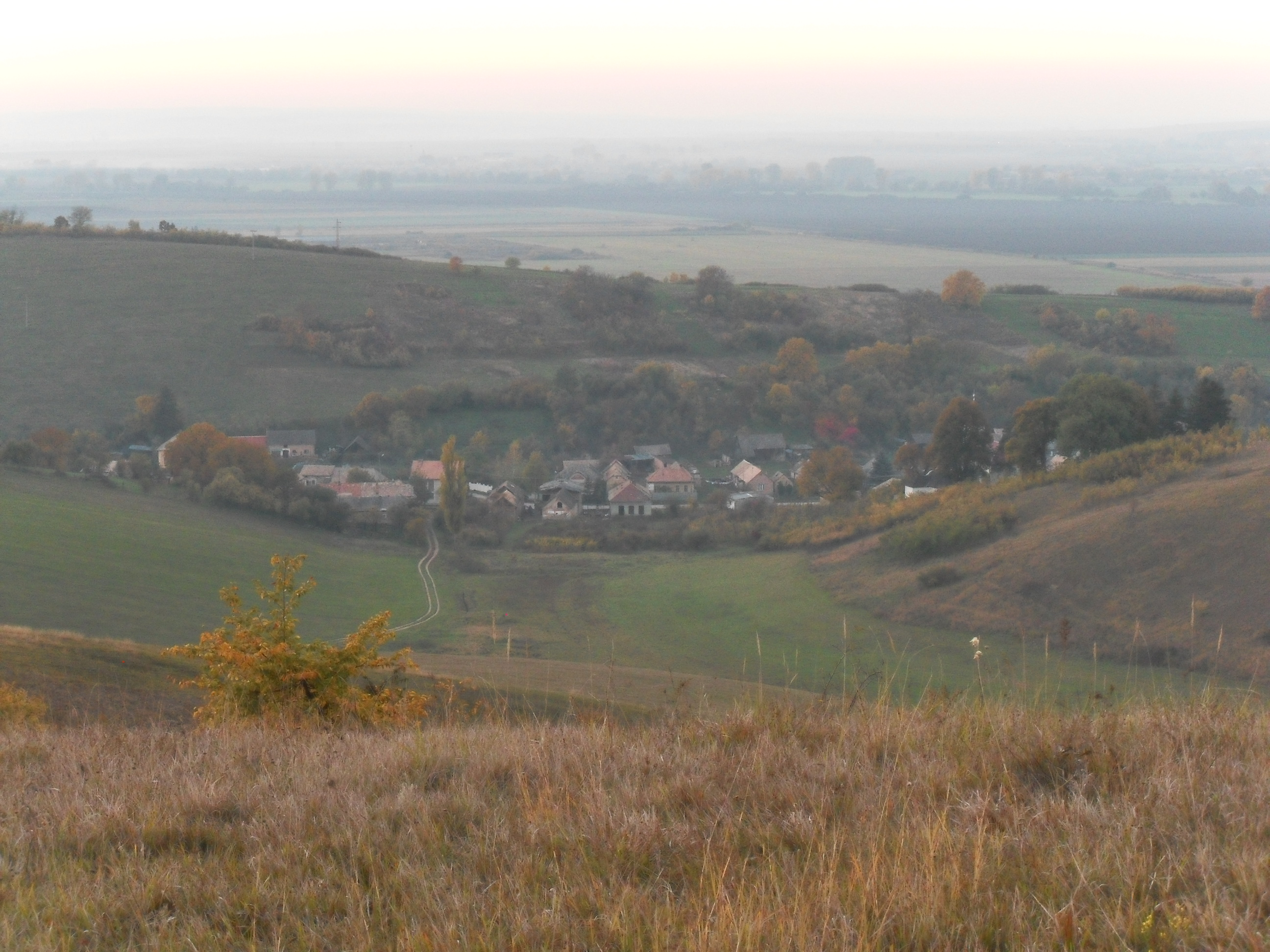
Blick auf Janice

Die Gemeinde befindet sich am Übergang vom Bergland Cerová vrchovina in den Talkessel Rimavská kotlina (innerhalb der größeren Einheit Juhoslovenská kotlina), in einem Seitental des Mačací potok im Einzugsgebiet der Rimava, einen Kilometer von der Staatsgrenze zu Ungarn gelegen. Das Ortszentrum liegt auf einer Höhe von 192 m n.m. und ist 21 Kilometer von Rimavská Sobota entfernt.
Nachbargemeinden sind Rimavská Seč im Norden und Osten, Ózd (H) im Südosten und Süden, Hangony (H) im Südwesten und Chrámec im Westen.

## Geschichte

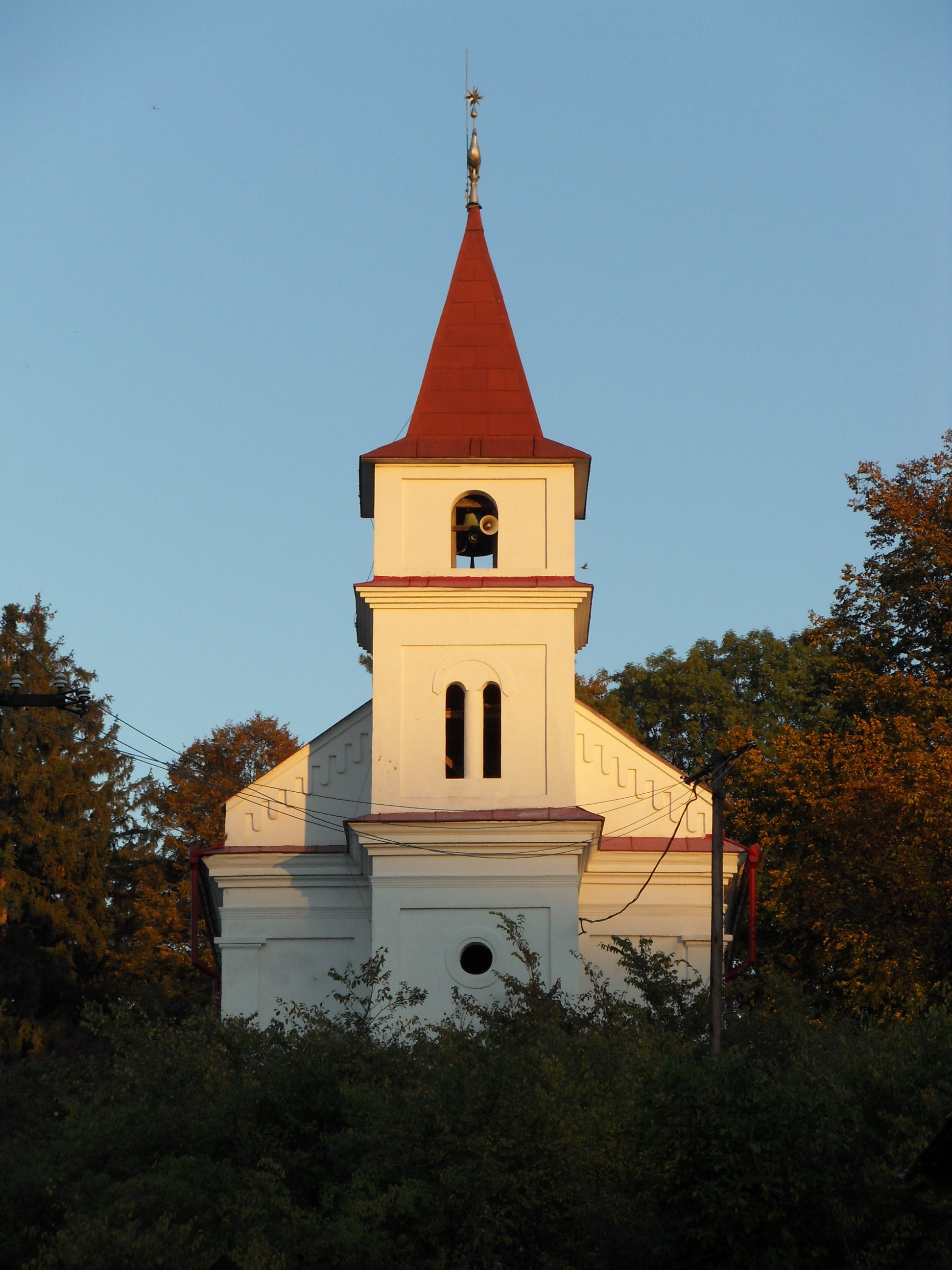
Reformierte Kirche in Janice

Janice wurde zum ersten Mal 1216 als Yenne schriftlich erwähnt, weitere historische Bezeichnungen sind unter anderen Jene (1431) und Jenye (1446). Bis zum 18. Jahrhundert war das Dorf Besitz der ortsansässigen landadligen Familie Jenei; nach deren Verarmung gingen die Ortsgüter an die Familie Koháry. 1828 zählte man 32 Häuser und 218 Einwohner, die als Landwirte und Obstbauern beschäftigt waren.
Bis 1918/19 gehörte der im Komitat Gemer und Kleinhont liegende Ort zum Königreich Ungarn und kam danach zur Tschechoslowakei beziehungsweise heute Slowakei. Auf Grund des Ersten Wiener Schiedsspruchs lag er von 1938 bis 1944 noch einmal in Ungarn.

## Bevölkerung
| Jahr                | 1994 | 2004     | 2014     | 2024     |
| ------------------- | ---- | -------- | -------- | -------- |
| Anzahl der Personen | 173  | 191      | 249      | 329      |
| Unterschied         |      | +10,40 % | +30,36 % | +32,12 % |

| Jahr                | 2023 | 2024    |
| ------------------- | ---- | ------- |
| Anzahl der Personen | 313  | 329     |
| Unterschied         |      | +5,11 % |

Gemäß der Volkszählung 2011 wohnten in Janice 211 Einwohner, davon 205 Magyaren, vier Roma und zwei Slowaken.
83 Einwohner bekannten sich zur reformierten Kirche, 81 Einwohner zur römisch-katholischen Kirche und ein Einwohner zur Evangelischen Kirche A. B. 45 Einwohner waren konfessionslos und bei einem Einwohner wurde die Konfession nicht ermittelt.

## Baudenkmäler
- reformierte Kirche im historisierenden Stil aus dem Jahr 1903, die durch den Umbau der älteren gotischen Kirche entstand[6]